# Crueize
Die Crueize ist ein Fluss in Frankreich, der im Département Lozère in der Region Okzitanien verläuft. Sie entsteht durch den Zusammenfluss der beiden Quellbäche Ruisseau de Sinières und Ruisseau des Caves im Gemeindegebiet von  Le Buisson, entwässert durch den Regionalen Naturpark Aubrac anfangs nach Norden, dreht dann auf Südost und mündet nach rund 19 Kilometern im Gemeindegebiet von Saint-Léger-de-Peyre als rechter Nebenfluss in die Colagne.
Nahe von Le Buisson unterquert die Crueize die Autobahn A75 und verläuft dann in weiter Folge im tief eingeschnittene Tal Vallée de l’Enfer, wo die Bahnstrecke Béziers–Neussargues den Fluss mit einem imposanten Viadukt überspannt.

## Orte am Fluss
(Reihenfolge in Fließrichtung)
- La Recouse, Gemeinde Le Buisson
- La Vedrinelle, Gemeinde Peyre-en-Aubrac
- La Moulinet, Gemeinde Le Buisson
- Crueize, Gemeinde Peyre-en-Aubrac
- Saint-Léger-de-Peyre